# Tour de Finistère de 2018
A 33.ª edição da clássica ciclista Tour de Finistère foi uma corrida na França que se celebrou a 14 de abril de 2018 sobre um percurso de 191,1 quilómetros com início na cidade de Saint-Évarzec e final na cidade de Quimper.
A carreira fez parte do UCI Europe Tour de 2018, dentro da categoria 1.1
A carreira foi vencida pelo corredor francês Jonathan Hivert da equipa Direct Énergie, em segundo lugar Romain Bardet (AG2R La Mondiale) e em terceiro lugar Guillaume Martin (Wanty-Groupe Gobert).

## Equipas participantes
Tomaram parte na carreira 18 equipas: 3 de categoria UCI World Team; 9 de categoria Profissional Continental; e 6 de categoria Continental. Formando assim um pelotão de 126 ciclistas dos que acabaram 64. As equipas participantes foram:
| Equipes WorldTeam (3)- AG2R La Mondiale - BMC Racing Team - Groupama-FDJ Equipes profissionais Continentais (9)- Cofidis, Solutions Crédits - Direct Énergie - Sport Vlaanderen-Baloise - Euskadi Basque Country-Murias - Wanty-Groupe Gobert - Fortuneo-Samsic - UnitedHealthcare - Delko-Marseille Provence-KTM - Vital Concept Equipes Continentais (6)- Tarteletto-Isorex - Cibel-Cebon - Saint Michel-Auber 93 - Roubaix Lille Métropole - Team Joker Icopal - Fundación Euskadi |
| |

## Classificação final
- As classificações finalizaram da seguinte forma:[4]

| \| Classificação geral \| Classificação geral \| Classificação geral \| Classificação geral \| Classificação geral \| \| Ciclista \| Ciclista \| Equipe \| Tempo \| \| \| ------------------- \| ------------------- \| -------------------------- \| ------------------- \| ------------------- \| \| 1. \| Jonathan Hivert \| Direct Énergie \| 4h43m04s \| \| \| 2. \| Romain Bardet \| AG2R La Mondiale \| + 0s \| \| \| 3. \| Guillaume Martin \| Wanty-Groupe Gobert \| + 0s \| \| \| 4. \| Nicolas Edet \| Cofidis, Solutions Crédits \| + 0s \| \| \| 5. \| Jimmy Janssens \| Cibel-Cebon \| + 0s \| \| \| 6. \| Jérémy Cornu \| Direct Énergie \| + 0s \| \| \| 7. \| Fabien Grellier \| Direct Énergie \| + 0s \| \| \| 8. \| Tejay van Garderen \| BMC Racing Team \| + 0s \| \| \| 9. \| Carl Fredrik Hagen \| Joker Icopal \| + 0s \| \| \| 10. \| Lilian Calmejane \| Direct Énergie \| + 7s \| \| |                    |                            |          |
| |                    |                            |          |
| Fonte: ProCyclingStats |                    |                            |          |
| Classificação geral |                    |                            |          |
| Ciclista | Ciclista           | Equipe                     | Tempo    |
| 1. | Jonathan Hivert    | Direct Énergie             | 4h43m04s |
| 2. | Romain Bardet      | AG2R La Mondiale           | + 0s     |
| 3. | Guillaume Martin   | Wanty-Groupe Gobert        | + 0s     |
| 4. | Nicolas Edet       | Cofidis, Solutions Crédits | + 0s     |
| 5. | Jimmy Janssens     | Cibel-Cebon                | + 0s     |
| 6. | Jérémy Cornu       | Direct Énergie             | + 0s     |
| 7. | Fabien Grellier    | Direct Énergie             | + 0s     |
| 8. | Tejay van Garderen | BMC Racing Team            | + 0s     |
| 9. | Carl Fredrik Hagen | Joker Icopal               | + 0s     |
| 10. | Lilian Calmejane   | Direct Énergie             | + 7s     |

## UCI World Ranking
O Tour de Finistère outorga pontos para o UCI Europe Tour de 2018 e o UCI World Ranking, este último para corredores das equipas nas categorias UCI World Team, Profissional Continental e Equipas Continentais. As seguintes tabelas mostram o barómetro de pontuação e os 10 corredores que obtiveram mais pontos:
| Posição             | 1.ª | 2.ª | 3.ª | 4.ª | 5.ª | 6.ª | 7.ª | 8.ª | 9.ª | 10.ª | 11.ª | 12.ª | 13.ª-15.ª | 16.ª-25.ª |
| Classificação geral | 125 | 85  | 70  | 60  | 50  | 40  | 35  | 30  | 25  | 20   | 15   | 10   | 5         | 3         |

| 1.º  | Jonathan Hivert    | Direct Énergie             | 125 |
| 2.º  | Romain Bardet      | AG2R La Mondiale           | 85  |
| 3.º  | Guillaume Martin   | Wanty-Groupe Gobert        | 70  |
| 4.º  | Nicolas Edet       | Cofidis, Solutions Crédits | 60  |
| 5.º  | Jimmy Janssens     | Cibel-Cebon                | 50  |
| 6.º  | Jérémy Cornu       | Direct Énergie             | 40  |
| 7.º  | Fabien Grellier    | Direct Énergie             | 35  |
| 8.º  | Tejay van Garderen | BMC Racing                 | 30  |
| 9.º  | Carl Fredrik Hagen | Joker Icopal               | 25  |
| 10.º | Lilian Calmejane   | Direct Énergie             | 20  |